# Puchar Sześciu Narodów U-20 2015
Puchar Sześciu Narodów U-20 2015 – ósma edycja Pucharu Sześciu Narodów U-20, międzynarodowych rozgrywek w rugby union dla reprezentacji narodowych do lat dwudziestu. Zawody odbyły się w dniach 6 lutego – 20 marca 2015 roku, a zwyciężyła w nich reprezentacja Anglii.

## Mecze
| 6 lutego 201519:00 | Włochy U-20                                                         | 15:47 | Irlandia U-20 | Stadio Lamarmora, Biella Widzów: 2000 Sędzia: Dan Jones |
| 6 lutego 201519:00 | Dennis Bergamin 5 (P) Luca Sperandio 5 (P) Maicol Azzolini 5 (pd K) | 15:47 | Billy Dardis 5 (P) Cian Romaine 5 (P) Greg O’Shea 5 (P) Josh Murphy 5 (P) Nick McCarthy 5 (P) Rory Moloney 5 (P) Ross Byrne 12 (6pd) Zack McCall 5 (P) | Stadio Lamarmora, Biella Widzów: 2000 Sędzia: Dan Jones |

| 7 lutego 201519:30 | Walia U-20                                                    | 21:15 | Anglia U-20                                                    | Eirias Stadium, Colwyn Bay |
| 7 lutego 201519:30 | Liam Belcher 5 (P) Tom Phillips 5 (P) Daniel Jones 11 (pd 3K) | 21:15 | James Chisholm 5 (P) Joe Marchant 5 (P) Rory Jennings 5 (pd K) | Eirias Stadium, Colwyn Bay |

| 7 lutego 201520:55 | Francja U-20 | 47:6 | Szkocja U-20        | Stade Jean Laville, Gueugnon Widzów: 12000 Sędzia: Ian Tempest |
| 7 lutego 201520:55 | Arthur Bonneval 5 (P) François Fontaine 9 (P 2pd) Lucas Blanc 5 (P) Martin Devergie 5 (P) Michaël Simutoga 5 (P) Sékou Macalou 5 (P) Thomas Ramos 13 (P 4pd) | 47:6 | George Horne 6 (2K) | Stade Jean Laville, Gueugnon Widzów: 12000 Sędzia: Ian Tempest |

| 13 lutego 201518:00 | Szkocja U-20                                                                                | 36:34 | Walia U-20                                                                                          | Netherdale, Galashiels |
| 13 lutego 201518:00 | Lewis Carmichael 5 (P) Murray McCallum 5 (P) Zander Fagerson 5 (P) George Horne 21 (3pd 5K) | 36:34 | Dafydd Howells 5 (P) Garyn Smith 5 (P) Tom Phillips 5 (P) Josh Adams 10 (2P) Daniel Jones 9 (3pd K) | Netherdale, Galashiels |

| 13 lutego 201519:05 | Irlandia U-20                                                                                            | 37:20 | Francja U-20                                                        | Dubarry Park, Athlone Widzów: 5207 Sędzia: Craig Evans |
| 13 lutego 201519:05 | Billy Dardis 5 (P) Garry Ringrose 5 (P) Jack Owens 5 (P) Ross Byrne 17 (4pd 3K) Stephen Fitzgerald 5 (P) | 37:20 | Michaël Simutoga 5 (P) Sékou Macalou 5 (P) Thomas Ramos 10 (2pd 2K) | Dubarry Park, Athlone Widzów: 5207 Sędzia: Craig Evans |

| 13 lutego 201519:45 | Anglia U-20 | 61:0 | Włochy U-20 | The Brickfields, Devonport Widzów: 3000 |
| 13 lutego 201519:45 | Ellis Genge 5 (P) George Perkins 5 (P) Howard Packman 10 (2P) Jake Farnworth 5 (P) Joe Marchant 17 (3P pd) Rory Jennings 14 (7pd) Will Owen 5 (P) | 61:0 |             | The Brickfields, Devonport Widzów: 3000 |

| 27 lutego 201519:05 | Irlandia U-20                              | 14:19 | Anglia U-20                                                  | Donnybrook Stadium, Dublin Sędzia: Thomas Charabas |
| 27 lutego 201519:05 | Ross Byrne 9 (3K) Stephen Fitzgerald 5 (P) | 14:19 | James Mitchell 9 (3K) Joe Marchant 5 (P) Piers O’Conor 5 (P) | Donnybrook Stadium, Dublin Sędzia: Thomas Charabas |

| 27 lutego 201519:30 | Szkocja U-20 | 45:0 | Włochy U-20 | Netherdale, Galashiels |
| 27 lutego 201519:30 | Alec Coombes 5 (P) Ben Robbins 5 (P) George Horne 11 (P 3pd) Jamie Ritchie 15 (3P) Ruairi Howarth 5 (P) Tom Galbraith 4 (2pd) | 45:0 |             | Netherdale, Galashiels |

| 28 lutego 201520:55 | Francja U-20                                                                          | 27:5 | Walia U-20           | Stade Jules-Ribet, Saint-Gaudens Widzów: 5048 Sędzia: Matteo Liperini |
| 28 lutego 201520:55 | Arthur Bonneval 5 (P) Jerome Jelonch 5 (P) Lucas Blanc 5 (P) Thomas Ramos 12 (3pd 2K) | 27:5 | Tomos Williams 5 (P) | Stade Jules-Ribet, Saint-Gaudens Widzów: 5048 Sędzia: Matteo Liperini |

| 13 marca 201517:30 | Anglia U-20                                                                        | 26:11 | Szkocja U-20                          | Northern Echo Arena, Darlington |
| 13 marca 201517:30 | James Chisholm 5 (P) James Mitchell 5 (P) Paul Hill 5 (P) Rory Jennings 11 (pd 3K) | 26:11 | Ben Robbins 5 (P) George Horne 6 (2K) | Northern Echo Arena, Darlington |

| 13 marca 201519:00 | Włochy U-20                                  | 10:40 | Francja U-20 | Stadio Romolo Pacifici, San Donà di Piave Sędzia: Craig Maxwell-Keys |
| 13 marca 201519:00 | Luhandre Luus 5 (P) Renato Giammarioli 5 (P) | 10:40 | Camille Chat 5 (P) Damian Penaud 10 (2P) Fabien Sanconnie 5 (P) François Fontaine 8 (4pd) Lucas Bachelier 5 (P) Lucas Meret 2 (pd) karne przyłożenie – 5 | Stadio Romolo Pacifici, San Donà di Piave Sędzia: Craig Maxwell-Keys |

| 13 marca 201519:45 | Walia U-20                                | 19:12 | Irlandia U-20      | Eirias Stadium, Colwyn Bay Sędzia: Elia Rizzo |
| 13 marca 201519:45 | Jarrod Evans 14 (pd 4K) Owen Watkin 5 (P) | 19:12 | Ross Byrne 12 (4K) | Eirias Stadium, Colwyn Bay Sędzia: Elia Rizzo |

| 20 marca 201519:00 | Włochy U-20                                                                 | 21:23 | Walia U-20                                                                             | Stadio Quercia, Rovereto Widzów: 4500 Sędzia: Lloyd Linton |
| 20 marca 201519:00 | Dino Dallavalle 5 (P) Matteo Minozzi 11 (pd dg 2K) Renato Giammarioli 5 (P) | 21:23 | Ollie Griffiths 5 (P) Rhys Williams 5 (P) karne przyłożenie – 5 Daniel Jones 8 (pd 2K) | Stadio Quercia, Rovereto Widzów: 4500 Sędzia: Lloyd Linton |

| 20 marca 201519:30 | Szkocja U-20                                                       | 17:10 | Irlandia U-20                                | Netherdale, Galashiels Sędzia: Tom Foley |
| 20 marca 201519:30 | George Horne 2 (pd) Lewis Carmichael 10 (2P) Magnus Bradbury 5 (P) | 17:10 | Ross Byrne 5 (pd K) Stephen Fitzgerald 5 (P) | Netherdale, Galashiels Sędzia: Tom Foley |

| 20 marca 201519:55 | Anglia U-20                                                      | 24:11 | Francja U-20                               | American Express Community Stadium, Brighton Widzów: 12615 Sędzia: Ben Whitehouse |
| 20 marca 201519:55 | George Perkins 5 (P) Joe Marchant 5 (P) Rory Jennings 14 (pd 4K) | 24:11 | Fabien Sanconnie 5 (P) Thomas Ramos 6 (2K) | American Express Community Stadium, Brighton Widzów: 12615 Sędzia: Ben Whitehouse |